# Luke Tavuyara
Luke Tayuvara (...) è un ex calciatore figiano, di ruolo portiere.

## Carriera

### Nazionale
Ha debuttato in Nazionale il 10 luglio 2002, in Australia-Figi (8-0), sostituendo Laisena Tuba al minuto 22. Ha partecipato, con la Nazionale, alla Coppa d'Oceania 2002. Ha collezionato in totale, con la maglia della Nazionale, una presenza e cinque reti subite.